# Crklica
Koordinati:   42°53′42″N, 16°47′50″E
Crklica je majhen nenaseljen otoček v Jadranskem morju, ki pripada Hrvaški.
Crkljica leži okoli 1,2 km južno od naselja Prižba na otoku Korčula. Od zahodnega soseda, otočka Sridnjak, ga ločuje okoli 0,2 km širok in do 7 m globok preliv. Površina Crkljice meri 0,099 km². Dolžina obalnega pasu je 1,32 km.